# Ручейники-психеи
Ручейники-психеи (лат. Psychomyiidae) — семейство ручейников подотряда Annulipalpia.

## Распространение
Всесветное (кроме Неотропики). В Австралии 2 рода. В России 4 рода и около 40 видов. Древнейшие представители семейства были найдены в бирманском янтаре.

## Описание
Мелкого размера ручейники, крылья с размахом не более 15 мм, коричневого цвета. Нижнечелюстные щупики состоят из 5 (у Paludinella из 6 члеников), а нижнегубные — из трёх. Личинки живут на дне водоёмов разного типа (домики сооружают на корягах и камнях); детритофаги. Оцеллий нет. Некоторые виды во взрослом состоянии питаются нектаром.

## Систематика
Около 150 видов. 11 родов.
- Psychomyiinae Walker 1852
  - Paduniella Ulmer, 1913
  - Psychomyia Latreille, 1829
  - Psychomyiella Ulmer, 1908
- Tinodinae Li & Morse, 1997
  - Lype McLachlan, 1878
  - Padangpsyche Malicky, 1993
  - Tinodes Curtis, 1834
  - Trawaspsyche Malicky, 2004
- Incertae Sedis
  - †Arkharia Sukatsheva, 1982
  - Eoneureclipsis Kimmins, 1955
  - †Trichopterodomus Erickson, 1983
  - Zelandoptila Tillyard, 1924